# Pilar Mora i Roselló
Pilar Mora i Roselló (Barcelona, 1923 - ? març 2019) fou una promotora dels drets de la dona.

## Biografia
És presidenta de l'Associació Ciudadana pels Drets de les Dones i membre de l'Institut Català de la Dona. El 2002 va rebre la Creu de Sant Jordi en reconeixement de la seva intensa i valuosa activitat —que ha aconseguit destacats suports— en pro de la millora de la situació de les vídues i en l'afany que aquest col·lectiu —un dels més desafavorits de la nostra societat— rebi un tractament econòmic més just per part dels poders públics.